# مران أطلسي
المُران الأطلسي (باللاتينية: Fraxinus dimorpha) نوع نباتي ينتمي إلى جنس المُران من الفصيلة الزيتونية.
موطنه المغرب العربي حيث ينتشر في جبال الأطلس في الجزائر والمغرب (مثل منطقة وادي أوريكا في الأطلس الكبير وسط المغرب).